# EDB Business Partner
EDB var ett norskt IT-företag med cirka 10 000 anställda, varav ca 2 600 i Sverige.  Den 14 oktober 2010 fusionerades koncernen EDB med den norska IT-koncernen ErgoGroup. Därmed fusionerades också EDB i Sverige med SYSteam i Sverige. SYSteam var ett helägt dotterbolag till det norska ErgoGroup. Den 17 mars 2012 bytte det fusionerade bolaget namn till EVRY.

## Historia
EDB, eller Elektronisk Databehandling AS, grundades 1961. Syftet var att företaget skulle tjänstgöra som en datacentral för försäkringsbolagen Sigyn AS, Norsk Alliance och Norden. Under bolagets historia, har över 50 andra IT-relaterade verksamheter införlivats i EDB.  Under perioden 2004-2008 förvärvade EDB närmare 20 olika verksamheter i Norge, Sverige, Danmark, Ukraina och Indien. Flera av dessa företag integrerades i EDB medan andra drevs vidare som dotterbolag. Den 15 april 2010 samlades EDB:s alla dotterbolag under ett nytt gemensamt varumärke. All konsultverksamhet koncentrerades i en enhet.